# Семья Моран
Семья Моран (англ. Moran family) — австралийская преступная организация ирландского происхождения из Мельбурна, известная своей причастностью к войне мельбурнских гангстеров (1995—2010), в результате которой погибли 36 человек. В ходе этой войны глава семьи Джуди Моран потеряла обоих сыновей, Джейсона и Марка, разведённого мужа Льюиса и деверя Десмонда.

## Члены семьи
Джуди Моран (англ. Judy Moran) — австралийская преступница, глава семьи Моран. Родилась 18 декабря 1944 года в штате Виктория. Урождённая Джудит Мэриэнн Брукс (англ. Judith Maryanne Brooks). В 1963 году вышла замуж за Лесли Джона «Джонни» Коула, который был застрелен в ходе Сиднейской войны наркоторговцев в 1982 году. В 1964 году у них родился сын Марка Коул (позже Марк Моран). В 1966 году Джуди сошлась с Льюисом Мораном, при этом с Коулом она не была разведена. В 1967 году у Джуди и Льюиса родился сын Джейсон Моран. Мораны расстались в 1995 году.
15 июня 2009 года в мельбурнском пригороде Аскот-Вейл был застрелен Десмонд Моран, брат Льюиса Морана. На следующий день, 16 июня, полиция в связи с его убийством арестовала Джуди Моран и ещё трое. Позднее той же ночью её дом в Аскот-Вейл был подожжён. 9 марта 2011 года суд присяжных признал Джуди Моран виновной в убийстве Десмонда Морана. 10 августа 2011 года суд приговорил её к 26 годам лишения свободы с минимальным сроком тюремного заключения 21 год.
Льюис Моран (англ. Lewis Moran) — австралийский гангстер и торговец наркотиками. Родился 7 июля 1941 года. В 1966 году сошёлся с Джуди Коул, которая была замужем за гангстером-наркоторговцем Джонни Коулом. В 1967 году у Джуди и Льюиса родился сын Джейсон Моран. Мораны расстались в 1995 году. Льюис вместе с братом Десмондом управляли успешным мясокомбинатом в Аскот-Вейле, прежде чем он закрылся в 1980-х годах.
31 марта 2004 года Льюис был застрелен в The Brunswick Club Hotel на Сидней-роуд в Брансуике. На момент смерти он находился под залогом по обвинению в торговле наркотиками. Полиция безуспешно пыталась удержать Льюиса Морана в тюрьме из-за опасений за его безопасность. 7 мая 2007 года австралийский наркомагнат Карл Уильямс был осуждён за убийства четырёх конкурентов, включая Льюиса Морана, и приговорён к пожизненному заключению с условно-досрочным освобождением не ранее чем через 35 лет.
Десмонд (Дес) «Таппенс» Моран (англ. Desmond "Tuppence" Moran) — австралийский гангстер и торговец наркотиками, брат Льюиса Морана. В 1985 году был осуждён за торговлю наркотиками. Потеряв в войне с Карлом Уильямсом брата и обоих племянников, в апреле 2007 года публично заявил, что ушёл из преступного бизнеса. Через два года, 17 марта 2009, Десмонд Моран стал целью неудачного покушения возле своего дома на Лангс-роуд в Аскот-Вейл. Через три месяца покушение повторилось и в этот раз оказалось удачным. 15 июня 2009 года Десмонд Моран был застрелен возле кафе Ascot Pasta and Deli на Юнион-Роад в Аскот-Вейле. В 2011 году в его убийстве была признана виновной Джуди Моран, приговорённая к 26 годам тюремного заключения.
Марк Энтони Моран (англ. Mark Anthony Moran) — австралийский гангстер и торговец наркотиками, сын Джуди Моран и её первого мужа Джонни Коула, гангстера и наркоторговца. Родился 4 июля 1964 года. Урождённый Марк Энтони Джон Коул (англ. Mark Anthony John Cole), позднее сменил фамилию на Моран. Был персональным тренером и кондитером. Пойдя по стопам родителей, стал гангстером и наркоторговцем. 15 июня 2000 года был убит двумя пулями, когда садился в машину возле своего дома в мельбурнском пригороде Аберфелди. Полиции удалось установить, что Марк Моран был убит членами банды Sunshine Boys по приказу Карла Уильямса. Был женат, имел двоих детей.
Джейсон Мэтью Патрик Моран (англ. Jason Matthew Patrick Moran) — австралийский гангстер и торговец наркотиками, сын Джуди Моран и её второго мужа Льюиса Морана. Родился 20 сентября 1967 года. В 1990-х годах Джейсон стал одним из главных дилеров «клубных» наркотиков в Мельбурне. За это время у него сложилась команда гангстеров из западных пригородов. В 1995 году Джейсону, его помощнику Джону Макнамаре и Альфонсу Гангитано, лидеру союзной Моранам Карлтонской банды, были предъявлены обвинения в драке в ночном клубе Sports Bar на Кинг-стрит в Мельбурне, за что Моран был заключён в тюрьму. Гангитано также было предъявлено обвинение, но он был убит в 1998 году до вынесения приговора. Многие считали Морана «ходячим мертвецом» из-за ссоры с Гангитано, и когда его освободили из тюрьмы в сентябре 2001 года, ему было разрешено покинуть Австралию из-за опасений за его жизнь. В 2002 году он вернулся, чтобы дать показания в ходе расследования смерти Гангитано. Хотя Джейсон считался человеком, заинтересованным в убийстве Гангитано, но по словам его бывшего соратника Берти Роута, в смерти Альфонса был виноват Грэм Киннибург, профсоюзный деятель и член Карлтонской банды, убитый в 2003 году, сообщником которого был Марк Моран.
Сообщалось, что в 1999 году Джейсон Моран ранил Карла Уильямса в живот во время ссоры. В 2002 году Джейсон присутствовал на похоронах другого известного гангстера, Виктора Пирса, члена семьи Петтингилл, дружественной Моранам.
Субботним утром 21 июня 2003 года в мельбурнском пригороде Эссендоне убийца-одиночка застрелил Джейсона Морана и его помощника Паскуале Барбаро во время просмотра ими тренировки детской команды по австралийскому футболу, за которую играли дети Джейсона. Полиция опасалась, что убийство Джейсона Морана приведёт к новому витку насилию в Мельбурнской гангстерской войне. В 2007 году давний враг Моранов Карл Уильямс признал себя виновным в убийстве Джейсона Морана.
Был женат на Трише Кейн, с которой учился в одной школе. Триша была дочерью Лесли Кейна, профсоюзного деятели и предполагаемого гангстера, убитого в своём доме в 1978 году. У Джейсона и Тришы было двое детей.

## В популярной культуре
Семья Моран неоднократно становилась персонажами австралийских сериалов.
В 2008 году студия Screentime сняла детективный сериал «Тёмная сторона» (в России транслировался под названием «Криминальная Австралия»). Первый сезон был посвящён событиям Мельбурнской гангстерской войны, в которой участвовала и семья Моран. Джуди Моран играла Кэролайн Гилмер, в роли Льюиса Морана снимался актёр Кевин Харрингтон, Марка сыграл Каллэн Мулвей, Джейсона — Лес Хилл, Тришу Моран — Элиза Зонерт.
В 2014 году студия Screentime сняла 9-серийную криминальную драму Fat Tony & Co. об одном из самых известных преступников Австралии — наркоторговце Тони Мокбеле, за информацию о котором австралийская полиция была готова заплатить миллион долларов. Джуди Моран сыграла Дебра Бирн, в роли Льюиса Морана вновь снялся актёр Кевин Харрингтон, Марка сыграл Джек Райан, в роли Джейсона вновь был Лес Хилл, Десмонда играл Джереми Кьюли.
В 2017 году студия Screentime сняла двухсерийную криминальную драму Underbelly Files: Chopper о преступнике Марке «Чоппере» Риде, который прославился как автор серии полуавтобиографических вымышленных криминальных романов и детских книг. В роли Джуди Моран вновь снималась Дебра Бирн, а Льюиса Морана уже в третий раз играл Кевин Харрингтон.